# Robin Weihager
Robin Weihager (* 22. April 1988 in Hässleholm) ist ein ehemaliger schwedischer Eishockeyspieler, der unter anderem bei den Malmö Redhawks, Krefeld Pinguinen und Graz 99ers aktiv war.

## Karriere
Weihager durchlief zunächst ab der Saison 2003/04 die Nachwuchsmannschaften der Malmö Redhawks, ehe er in der Spielzeit 2007/08 erstmals für das Profiteam in der HockeyAllsvenskan auflief und insgesamt 36 Einsätze erhielt. Auch das folgende Jahr verbrachte er größtenteils bei den Redhawks und absolvierte weiterhin fünf Spiele für die Sparta Warriors in der norwegischen GET-ligaen. Zwischen 2009 und 2012 hatte der Defensivspieler einen Stammplatz bei den Redhawks, wechselte jedoch nach mäßigen Leistungen in der Saison 2011/12 im Sommer 2012 zum französischen Klub Morzine-Avoriaz. Dort konnte der Schwede in der Hauptrunde 21 Scorerpunkte in 29 Partien erzielen und weiterhin fünf Scorerpunkte in acht Play-off-Spielen.

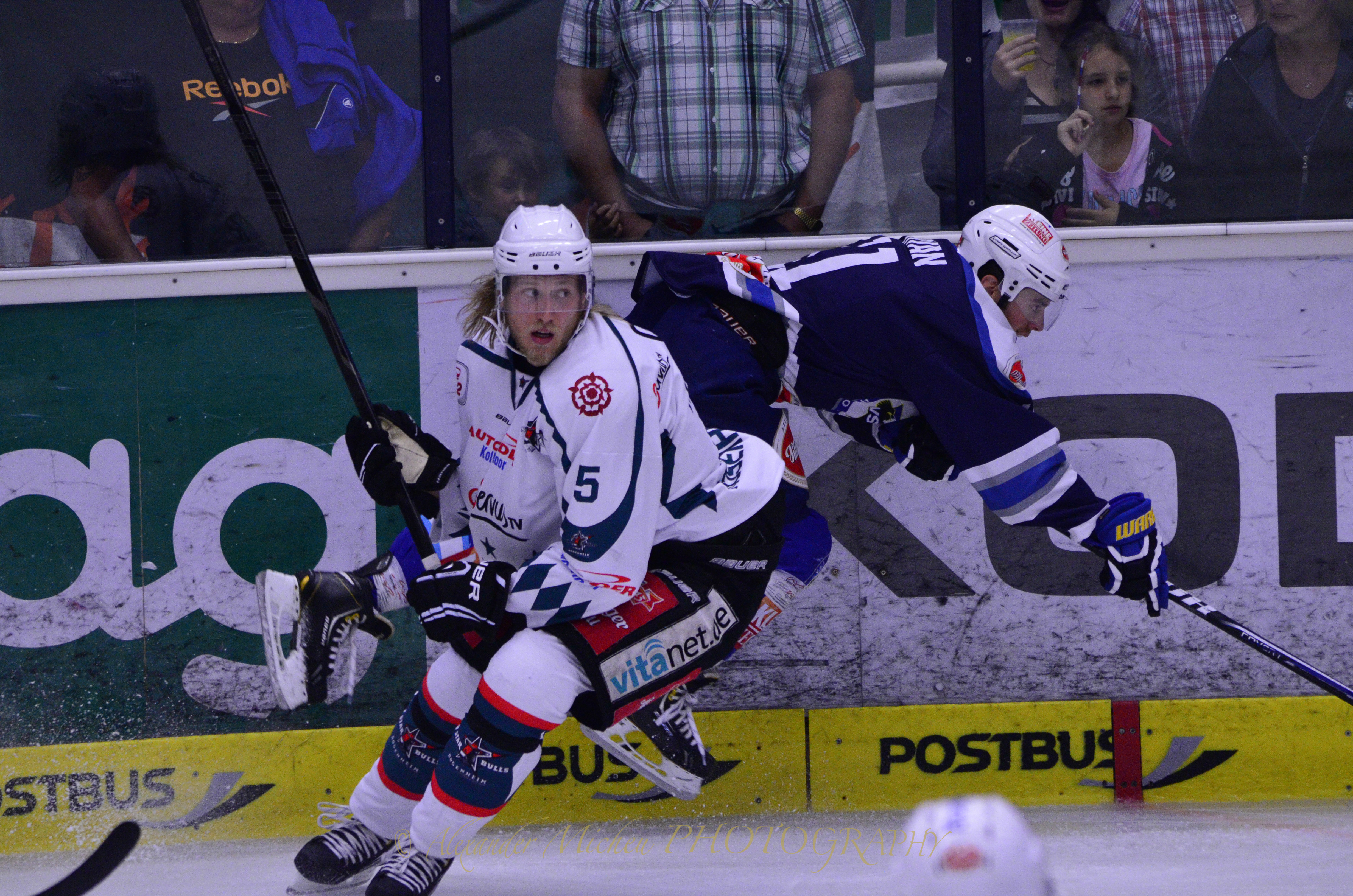
Weihager (links) im Zweikampf mit Derek Ryan (2013)

Im Juli 2013 unterschrieb Weihager einen Vertrag bei den Starbulls Rosenheim, für die er in der Saison 2013/14 insgesamt 53 Partien in der DEL2 bestritt und dabei 16 Treffer sowie 29 Torvorlagen markierte, was ihm zum offensivstärksten Defensivspieler der Liga machte. Er erhielt daraufhin sowohl die Auszeichnung zum Verteidiger, als auch zum Spieler des Jahres in der DEL2. Durch die Leistungen konnte sich der Rechtsschütze für höhere Aufgaben empfehlen und wurde im April 2014 von den Krefeld Pinguinen aus der Deutschen Eishockey Liga verpflichtet. Dort hatte Weihager in der Saison 2014/15 zunächst Probleme, an seine vorherigen Leistungen anzuknüpfen und verzeichnete in 45 Spielen lediglich einen Torerfolg.
Im Februar 2016 wechselte Weihager zum EC VSV in die Österreichische Eishockey-Liga und erzielte in 15 Spielen 8 Scorerpunkte. Am 4. August 2016 wurde er von den Graz 99ers verpflichtet, wo er Troy Vance ersetzt, der den Fitness-Test nicht bestanden hatte.
Weihager gilt als solider Zwei-Wege-Verteidiger, der aufgrund seines harten Schlagschusses regelmäßig Einsatzzeiten in Überzahlsituationen erhält und dabei als Blueliner eingesetzt wird.

## Erfolge und Auszeichnungen
- 2014 Verteidiger und Spieler des Jahres in der DEL2

## Karrierestatistik
(Legende zur Spielerstatistik: Sp oder GP = absolvierte Spiele; T oder G = erzielte Tore; V oder A = erzielte Assists; Pkt oder Pts = erzielte Scorerpunkte; SM oder PIM = erhaltene Strafminuten; +/− = Plus/Minus-Bilanz; PP = erzielte Überzahltore; SH = erzielte Unterzahltore; GW = erzielte Siegtore; 1 Play-downs/Relegation; Kursiv: Statistik nicht vollständig)